# Cola Petruccioli
Cola Petruccioli (Orvieto, Ombrie, v. 1360 - Pérouse, 1401) est un peintre italien actif à la fin du XIVe siècle contemporain de l'école siennoise qui a été actif principalement en Ombrie.

## Biographie
Cola Petruccioli est mentionné, pour la première fois, le 25 septembre 1372 comme collaborateur d'Ugolino di Prete Ilario (exécution des fresques de la tribune de la cathédrale d'Orvieto) avec lequel il travailla jusqu'en 1378-1379.
Ses œuvres sont visibles dans la cathédrale d'Assise, ainsi que dans la  chapelle du Corporal de la cathédrale d'Orvieto. Il a peint les fresques de la Vierge Marie dans l'ermitage franciscain du Convento di Santa Maria a Belverde. Ses œuvres se retrouvent également à Spello et Orvieto.
Il  eut un fils nommé Policleto.

## Autoportrait
A la basilique Saint Dominique de Pérouse, vers 1400, Petruccioli se représente dans un quadrilobe dont il sort, pour franchir la bordure qui limite le champ de la fresque, en tenant à la main, ostensiblement, un godet de peinture et un pinceau : c'est une façon de s'identifier clairement comme "le" peintre et aussi comme "un" peintre, fier de son activité.
Il fait ainsi partie des premiers peintres occidentaux à réaliser leur autoportrait.

## Œuvres
- Fresques de la chapelle du Corporal de la cathédrale d'Orvieto
- La Vierge Marie, fresque, Convento di Santa Maria a Belverde, Cetona.
- Crucifixion avec des saints et Couronnement de la Vierge (1385), diptyque, musée de S. Maria Maggiore, Spello.
- Vierge à l'Enfant et les saintes Véronique, Catherine, Mustiola et Lucie, petit retable, collection Cini, Venise.
- Crucifix et les saints Jean et Barthélemy (1398), fragment de fresque, église San. Agostino, Pérouse,
- Allégories des Vertus, des Vices, de la Vie active, de la Vie contemplative et l'Annonciation (attribution), origine Pérouse, musée de Budapest.
- Crucifix entre la Vierge et saint Jean (1er février 1380), fresque, crypte de la cathédrale, Orvieto.
- Fresques (25 septembre 1372), tribune, cathédrale d'Orvieto,
- Fresques (1380), faux chœur, tribune, cathédrale d'Orvieto.

## Sources
- (en) Cet article est partiellement ou en totalité issu de l’article de Wikipédia en anglais intitulé « Cola Petruccioli » (voir la liste des auteurs).